# Xã Lee, Quận Johnson, Arkansas
Xã Lee (tiếng Anh: Lee Township) là một xã thuộc quận Johnson, tiểu bang Arkansas, Hoa Kỳ. Năm 2010, dân số của xã này là 257 người.